# 什科托沃
什科托沃（羅馬化：Shkotovo）是俄罗斯滨海边疆区的市级镇，为什科托沃区前行政中心，也是该区第二大聚居地。地处滨海边疆区西南沿海地区，位于乌苏里湾流域什科托夫卡河入海口附近，在区行政中心斯莫利亚尼诺沃西北、边疆区首府符拉迪沃斯托克（海参崴）东北方。镇内设有同名铁路车站。
该地2022年人口有4,832人；2010年人口5,038；2002年人口5,348；1989年人口7,721。